# Little Italy

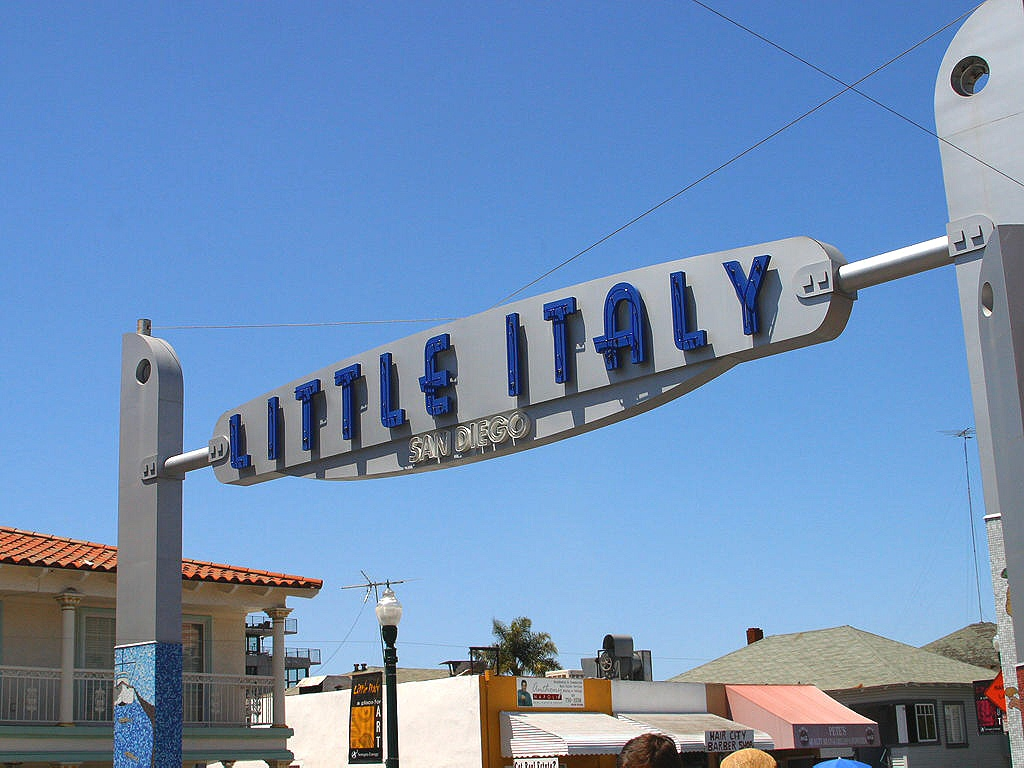
Little Italy in San Diego

Met Little Italy wordt een migrantenbuurt, wijk of stadsdeel in een stad aangeduid met veel Italiaanse inwoners. In deze gebieden komt de Italiaanse cultuur vaak nadrukkelijk naar voren in het straatbeeld, bijvoorbeeld door middel van restaurants, winkels, vlaggen en het gebruik van de Italiaanse taal.
Enkele bekende Little Italy's zijn:
- Little Italy (Manhattan) in New York
- Little Italy (Chicago)
- Little Italy (San Diego)

Italiaanse buurten van New York:
- Arthur Avenue (Bronx)
- Bensonhurst (Brooklyn)
- Morris Park (Bronx)
- Cobble Hill (Brooklyn)
- Carroll Gardens (Brooklyn)
- Mulberry Street - Little Italy (Manhattan)
- Pleasant Avenue, East Harlem
- Howard Beach (Queens)
- Staten Island
- Mill Basin (Brooklyn)
- Whitestone (Queens)
- Ozone Park (Queens)
- Bergen Beach (Brooklyn)

Voormalige Italiaanse buurt van New York:
- Italian Harlem (tegenwoordig: Spanish Harlem)